# Operace Achilles
Operace Achilles provedená vojsky NATO byla součástí války v Afghánistánu. Do té doby největší vojenská operace NATO v Afghánistánu probíhala od 6. března do 30. května 2007 a jejím cílem bylo vyhnat povstalce z hnutí Tálibán z provincie Hilmand. Podle vyjádření koaličních velitelů se však Taliban vyhýbal otevřené konfrontaci a upřednostňoval povstaleckou taktiku boje.
Boje se soustředily zejména na okolí přehrady Kadžaki, která byla již roky mimo provoz. Součástí operace Achilles byla i operace Volcano, jejímž cílem bylo vyčistit pozice Talibanu v okolí přehrady, jakož i operace Kryptonite, při níž se koaliční vojska zaměřili na samotnou elektrárnu.

## Pozadí
16. března americký generál Dan McNeill oznámil, že koaliční vojska bojují proti Talibanu na více místech na jihu země, avšak povstalcům se daří větším bojům vyhýbat. Zároveň dodal, že NATO spustí další protipovstalecké operace na jaře a v létě.

## Boj
Během operace Volcano dobyla po těžkých bojích britská námořní pěchota základnu Talibánu v blízkosti elektrárny. 3. dubna vtrhla americká a afghánská vojska do objektu, v němž se podle informací rozvědky měl nacházet tálibánský velitel. Zajmout se ho sice nepodařilo, ale došlo k boji, v němž bylo zabito deset povstalců a dva byli zajati.
30. dubna se tisíc spojeneckých vojáků spolu s příslušníky afghánských bezpečnostních složek přesunulo do severnějších oblastí údolí Sangin, kde vytlačili Taliban z města Gerešk a okolních vesnic. Podle zpráv ISAF mělo být zabito 130 bojovníků Talibanu, avšak po bojích vypukly několikatisícové demonstrace, protože podle místních velkou část obětí tvořily civilisté. K dalším bojům došlo ve městě Herát na západě země. Herát byl do té doby relativně bezpečným městem, ale po bojích došlo i v něm k protestům z důvodu obvinění koaličních vojsk ze zabíjení civilistů.
Velkým úspěchem pro koaliční vojska bylo zabití vysokého představitele hnutí Taliban Mullaha Dadullaha, ke kterému došlo 13. května 2007 v provincii Hilmand. Jeden z nejzkušenějších talibanských velitelů byl zabit, když opouštěl svůj úkryt. 18. května došlo k leteckému útoku na konvoj, v němž se měly nacházet bojovníci Talibanu vracející se ze setkání na západě země. O tři dny později Taliban zaútočil na spojenou americko-afghánskou hlídku. V boji zahynulo 25 útočníků. Operace Achilles oficiálně skončila 30. května 2007 a byla následována operací Rukojeť krumpáče.